# Défense spirituelle

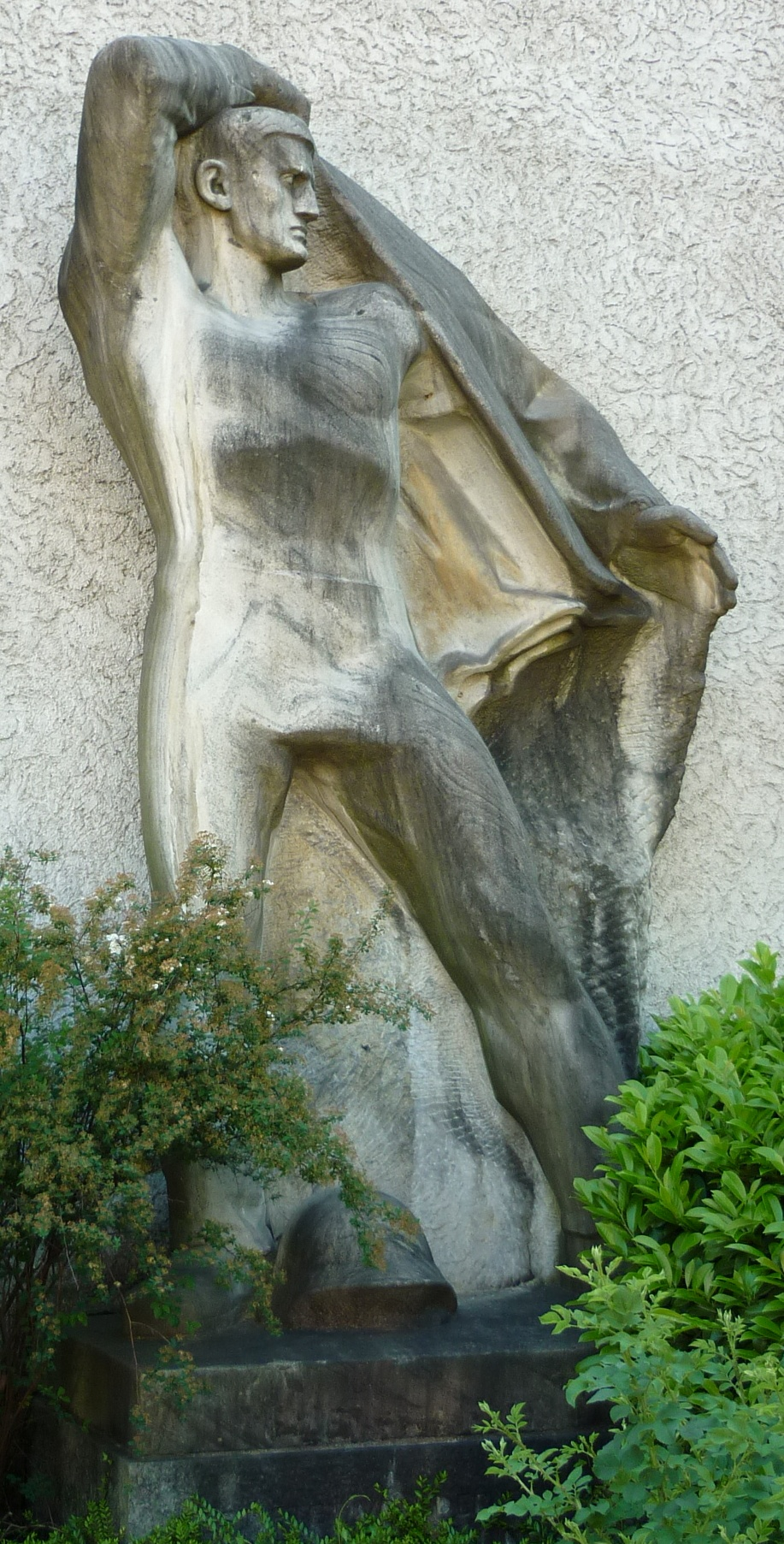
Wehrbereitschaft ; sculpture en marbre de Hans Brandenberger 1943-1947, université de Zurich.

Le terme de défense spirituelle (Geistige Landesverteidigung, en allemand) désigne, dans l'historiographie de la Suisse, un mouvement politique et culturel caractérisé par un refus des totalitarismes, par l'affirmation de l'indépendance de l'identité, des traditions et des spécificités de la Suisse, et par la volonté de les défendre.

## Histoire

### Contexte
Dans le contexte qui caractérise la fin des années 1930, les autorités suisses craignent que le pays ne revive les tensions qu'il avait connues lors de la Première Guerre mondiale. En effet, malgré sa neutralité, le pays s’était alors divisé entre partisans de l’Allemagne et partisans de la France, et avait connu de graves troubles sociaux. Encerclée par les forces de l'Axe, peuplée de quatre millions d’habitants et défendue par une armée de milice, la Suisse est dans une situation d’extrême vulnérabilité. Les autorités suisses décident d'appliquer les mots d’ordre de strict respect de la déclaration de neutralité et de ferme volonté de défense.

### Appel du Conseil fédéral
Le 9 décembre 1938, le conseiller fédéral Philipp Etter, catholique conservateur, défenseur d'une vision corporative de la démocratie, publie un communiqué dans lequel il prend position contre les menées des régimes totalitaires et appelle chaque citoyen à défendre et à affirmer dans la vie quotidienne les valeurs essentielles de la Suisse, soit son appartenance à trois aires culturelles européennes, le caractère fédéraliste de sa démocratie, son attachement aux libertés.
Pour Philippe Etter, l'essentiel consiste en effet à maintenir l'existence de la Suisse d'abord dans les consciences, par une préparation morale. Le texte est d'ailleurs très marqué par les thèses de l'historien et essayiste Gonzague de Reynold, théoricien de l'helvétisme politique.

### Mesures
Les intellectuels, les historiens, les artistes, sont mobilisés pour préparer « l'arsenal des connaissances historiques » et pour contribuer à la lutte morale pour l’indépendance de l'État. 
Des organisations privées de défense spirituelle voient ainsi le jour : Pro Helvetia, la Ligue du Gothard, ou l’Action de résistance nationale, rejoignent les efforts de la Nouvelle Société Helvétique, fondée en 1912. 

#### «Armée et foyer»
Une sorte d'office de contre-propagande, « Armée et foyer » ( « Heer und Haus ») , est instituée par le Conseil fédéral pour faire passer le projet culturel dans les familles, en resserrant les liens entre les citoyens-soldats et la population civile.
L'organisation est placée sous commandement militaire mais comprend aussi bien des militaires que des civils. Elle reçoit pour mission de « maintenir une liaison spirituelle entre le front et l’arrière, rassembler les forces constructives des deux secteurs, leur permettre de s’exprimer, consolider l’union du peuple suisse, fortifier sa volonté de défense et défendre ses biens spirituels ». Elle doit faire en sorte que le citoyen-soldat contribue à affermir le moral de la population civile par sa propre influence. Armée et Foyer développe ainsi différents services pour diffuser les idées de la Défense spirituelle et combattre les propagandes étrangères tout autant que la lassitude du mobilisé : des services de conférences, de diffusion de livres, de films et d'émissions radiophoniques, l'organisation de sports et de loisirs.
À titre d'exemple, Armée et foyer organise 4 043 conférences entre 1943 et 1945, totalisant 485 160 participants.

#### «Landi»
L'affirmation de la conscience suisse va trouver un large écho populaire à travers l'Exposition nationale de 1939. Connue sous son diminutif suisse-alémanique de  « Landi », elle se tient à Zurich de mai à octobre. Elle voit 10 millions de visiteurs et devient une sorte de pèlerinage patriotique. Les attractions et les animations mettent en avant aussi bien l'histoire, les traditions et le folklore, que l'ingénierie et les réalisations techniques, le monde rural et le monde urbain.

#### Cinéma
Jusqu'au milieu des années 1930, la production cinématographique suisse est plus que limitée. La Suisse compte 350 salles de cinéma, mais qui passent essentiellement des films américains. Le projet est alors de contingenter les films étrangers et de favoriser le développement du cinéma suisse. En 1938 est réalisé le long métrage phare de la période : Füsilier Wipf, qui met en scène un jeune soldat qui, durant la période de la Première Guerre mondiale, devient, grâce à son service militaire, un homme robuste et discipliné. Le scénario valorise une Suisse rurale, décrite comme la Suisse authentique, alors que la ville est montrée comme plutôt négative. Le film obtient un statut de film officiel, salué par l'armée et par toutes les autorités. Le film est regardé par 1,2 million de spectateurs.

### Sources bibliographiques
- Marco Jorio, « Défense spirituelle » dans le Dictionnaire historique de la Suisse en ligne.
- Igor Perrig. Geistige Landesverteidigung im Kalten Krieg. Université de Fribourg, 1993
- Theo Mäusli. Jazz und Geistige Landesverteidigung. Chronos, 1995.  (ISBN 9783905311334)
- Josef Mooser. «Die “Geistige Landesverteidigung” in den 1930er Jahren.» In: Revue suisse d’histoire, 47, 1997, p. 685-708.
- Mattia Piattini. La Radio della Svizzera italiana al tempo della “difesa spirituale” (1937-1945). Coscienza svizzera, 2000.
- Rolf Löffler. «“Zivilverteidigung” - die Entstehungsgeschichte des “roten Büchleins”.» In: Revue suisse d’histoire, 54, 2004, p. 173-187.
- Gianni Haver, Pierre-Emmanuel Jaques, Le cinéma à la Landi : le documentaire au service de la Défense nationale spirituelle. In: Haver G. (eds.) Le Cinéma au pas : les productions des pays autoritaires et leur impact en Suisse. Antipodes, Lausanne, 2004.